# Pretzabruck
Pretzabruck ist ein Ortsteil des Marktes Schwarzenfeld im Oberpfälzer Landkreis Schwandorf (Bayern).

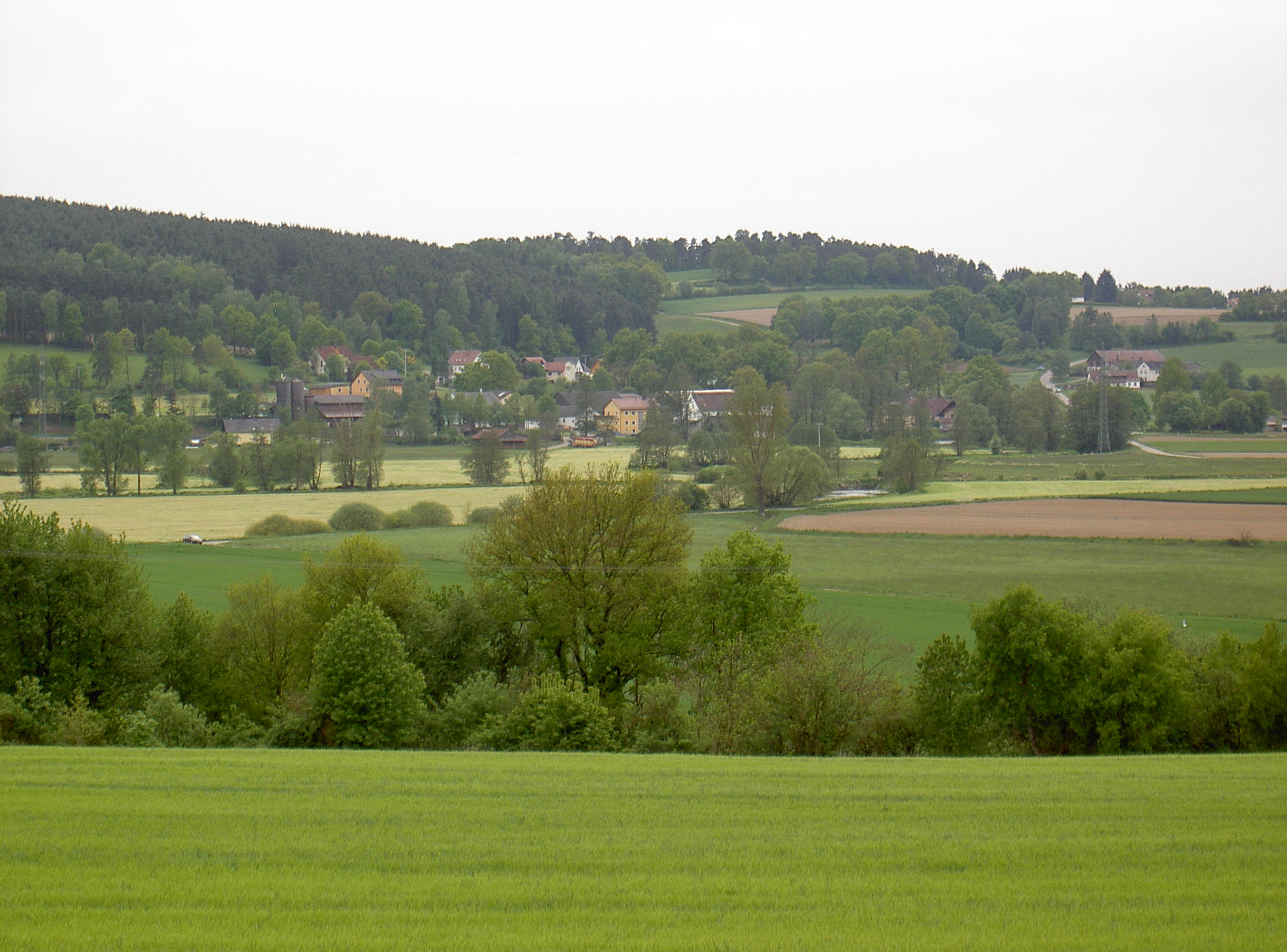
Pretzabruck

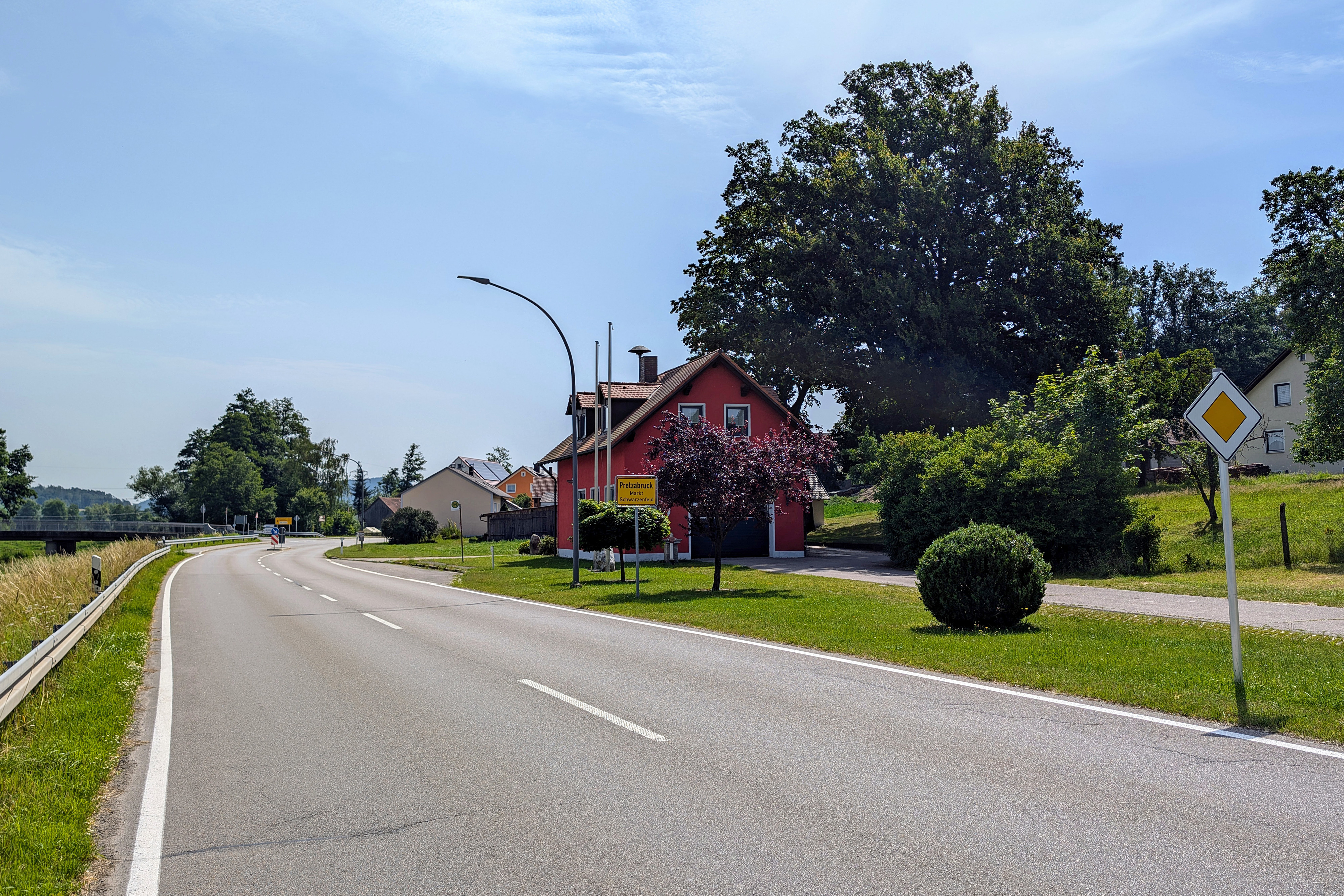
Ortseingang von Schwarzenfeld kommend

## Geographische Lage
Pretzabruck befindet sich ungefähr drei Kilometer östlich von Schwarzenfeld an der Staatsstraße 2159 etwa 1,6 Kilometer östlich der A 93.
Pretzabruck liegt am Südufer der Schwarzach, die einen Kilometer weiter westlich in die Naab mündet.
Am Nordrand von Pretzabruck gibt es eine Brücke über die Schwarzach, über die man nach 1,6 Kilometern Wölsendorf erreicht.

## Geschichte

### Anfänge bis zum 18. Jahrhundert
Pretzabruck (auch: Pezenprukke, Prezenpruk, Petznprückh) wurde erstmals 1129 erwähnt, als Ernst von Grögling diesen Besitz für die Gründung des Klosters gegen Plankstetten (nördl. von Beilngries) mit seinem Bruder Hartwig tauschte. Noch im gleichen Jahr schenkte Hartwig von Grögling „Peczenbruck“ an der „Swarza“ dem Benediktinerkloster Plankstetten.
In den sechziger Jahren des 13. Jahrhunderts, wahrscheinlich noch unter dem 1265 genannten Grafen Wolfgang von Altendorf, wechselte Pretzabruck aus dem Besitz der Altendorfer in den Besitz der Wittelsbacher.
Im Urbar Ludwig des Strengen wird es als Teil des den bayerischen Herzögen zugefallenen Besitzes aufgezählt.
Im Salbuch von 1413, 1444, 1473 und 1475 wurde Pretzabruck als zinspflichtig an das Amt Nabburg aufgeführt.
1565 besaß das Kloster Reichenbach am Regen die Propstei Nabburg über die auch Einnahmen aus Pretzabruck in das Kloster flossen.
Die Bevölkerungsentwicklung in Pretzabruck geht aus den Musterungsprotokollen hervor:
- 1500: 6 Mannschaften
- 1523: 7 Mannschaften
- 1631: 6 Mannschaften
- 1712: 9 Mannschaften.[6]

1513 und 1596 hatte Pretzabruck jeweils 6 Höfe und eine Mühle.
1606 gab es in Pretzabruck 6 Höfe, eine Mühle, 7 Pferde, 12 Ochsen, 16 Kühe, 16 Rinder, 13 Schweine und 75 Schafe.
Für das Jahr 1721 und 1762 wurden in Pretzabruck jeweils 10 Häuser aufgeführt.

### 19. Jahrhundert bis Gegenwart
1811 wurde das Landgericht Nabburg in 58 Steuerdistrikte unterteilt.
Pretzabruck bildete zusammen mit dem Weiler Zilchenricht einen Steuerdistrikt zu dem 15 Häuser mit 101 Einwohnern gehörten.
Parallel zur Bildung der Steuerdistrikte entstanden ebenfalls 1811 Obmannschaften.
Schwarzenfeld bildete zusammen mit Pretzabruck, Zilchenricht, Traunricht, Asbach und Schwaig die Obmannschaft Schwarzenfeld.
1818 wurden Ruralgemeinden gebildet.
Dabei entstand die Ruralgemeinde Pretzabruck, bestehend aus Pretzabruck selbst mit 14 Familien, Zilchenricht mit 6 Familien, Traunricht mit 6 Familien, Asbach mit 5 Familien und Weiherhaus mit einer Familie.
1828 hatte Pretzabruck 10 Häuser, 11 Familien und 64 Einwohner, 1964 hatte es 18 Häuser und 102 Einwohner.
1842 waren alle Einwohner von Pretzabruck katholisch und gehörten zur Schule und zur Pfarrei Schwarzenfeld.
Zum Stichtag 23. März 1913 (Osterfest) gehörte Pretzabruck zur Pfarrei Schwarzenfeld und hatte 10 Häuser und 85 Einwohner.
Am 1. Januar 1972 wurden die bis dahin selbständige Gemeinde Pretzabruck in den Markt Schwarzenfeld eingegliedert.
Am 31. Dezember 1990 hatte Pretzabruck 80 Einwohner und gehörte zur Pfarrei Schwarzenfeld.